# Hieracium bathycephalum
Hieracium bathycephalum es una especie de planta con flor del género Hieracium, de la familia Asteraceae, orden Asterales.

## Distribución
Hieracium bathycephalum se distribuye por Noruega.

## Taxonomía
Fue descrita científicamente por Elfstr. Fue publicada en Svensk Bot. Tidskr. 8: 215 (1914).